# Phyllostachys stimulosa
Phyllostachys stimulosa är en gräsart som beskrevs av Hui Ru Zhao och A.T.Liu. Phyllostachys stimulosa ingår i släktet Phyllostachys och familjen gräs. Inga underarter finns listade i Catalogue of Life.